# Rambler American
De Rambler American is een personenauto uit de compacte middenklasse die door de Amerikaanse autofabrikant AMC geproduceerd werd van 1958 tot 1969 in drie generaties. De American was gebaseerd op de Nash Rambler, die in 1954 en 1955 onder zowel de merknaam Nash als Hudson werd verkocht. Gedurende zijn hele levensduur werd de auto op de markt gebracht onder de merknaam Rambler. Het was het laatste Rambler-model dat voor de Canadese en Amerikaanse markt werd geproduceerd.
In andere landen, zoals in Argentinië bij IKA of in Mexico bij VAM, werden deze modellen tot 1981 verder ontwikkeld en onder licentie geproduceerd. De Rambler American werd ook op andere exportmarkten verkocht, zoals bijvoorbeeld in Zuid-Afrika.
De Rambler American werd in 1970 opgevolgd door de AMC Hornet.

## Eerste generatie (1958–1960)
De ontwerpers van AMC gebruikten de Nash Rambler als basis en gaven de auto een nieuw radiatorrooster en opengewerkte achterspatborden, wat de auto een frisser uiterlijk gaf. Om de wijzigingen zo goedkoop mogelijk te houden werden de originele achterlichten gewoon ondersteboven geplaatst.  Alle auto's kregen een uitgebreide anti-roestbehandeling.
Om een negatief effect op de verkoop van zijn grotere en meer winstgevende vierdeursmodellen te vermijden, bood AMC de American uitsluitend aan als tweedeurs sedan. De enige beschikbare motor was een 3,2-liter zescilinder zijklepmotor die 67 kW (90 pk) produceerde. De American werd aangeboden in twee uitrustingsniveaus: een Deluxe-basismodel en een beter uitgerust Super-model met meer luxe. De American werd aangeprijsd als de enige compacte auto met een automatische transmissie. De vakpers was lovend over de nieuwe auto: vooral zijn zuinigheid, degelijkheid en rijkwaliteiten vielen in de smaak.
In 1959 werd het aanbod uitgebreid met een tweedeurs stationwagen. De verkoopcijfers bleven stijgen, in die mate zelfs dat AMC moeite had om de vraag bij te houden.
In 1960 werd een derde Custom-uitrustingsniveau geïntroduceerd en werd het aanbod vervolledigd met een vierdeurs sedan die de concurrentie moest aangaan met de nieuwe compacte modellen van de Grote Drie van de Amerikaanse auto-industrie: de Ford Falcon van Ford, de Chevrolet Corvair van GM en de Plymouth Valiant van Chrysler. 
De nieuwe Custom-uitvoering werd aangedreven door een 3,2-liter zescilinder kopklepmotor met een vermogen van 93 kW (125 pk). De andere uitvoeringen bleven de zijklepmotor gebruiken. Alle modellen kregen een grotere benzinetank, stuurbekrachtiging werd toegevoegd aan de optielijst.
Ondanks de nieuwe concurrentie van veel grotere autofabrikanten genoot de compacte Rambler American niet alleen aantrekkingskracht vanwege zijn lage initiële prijs en zuinigheid, maar ook door zijn hoge inruilwaarde.

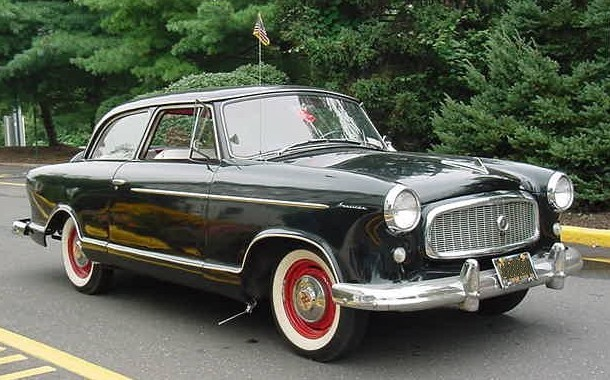
Rambler American tweedeurs sedan (1959)
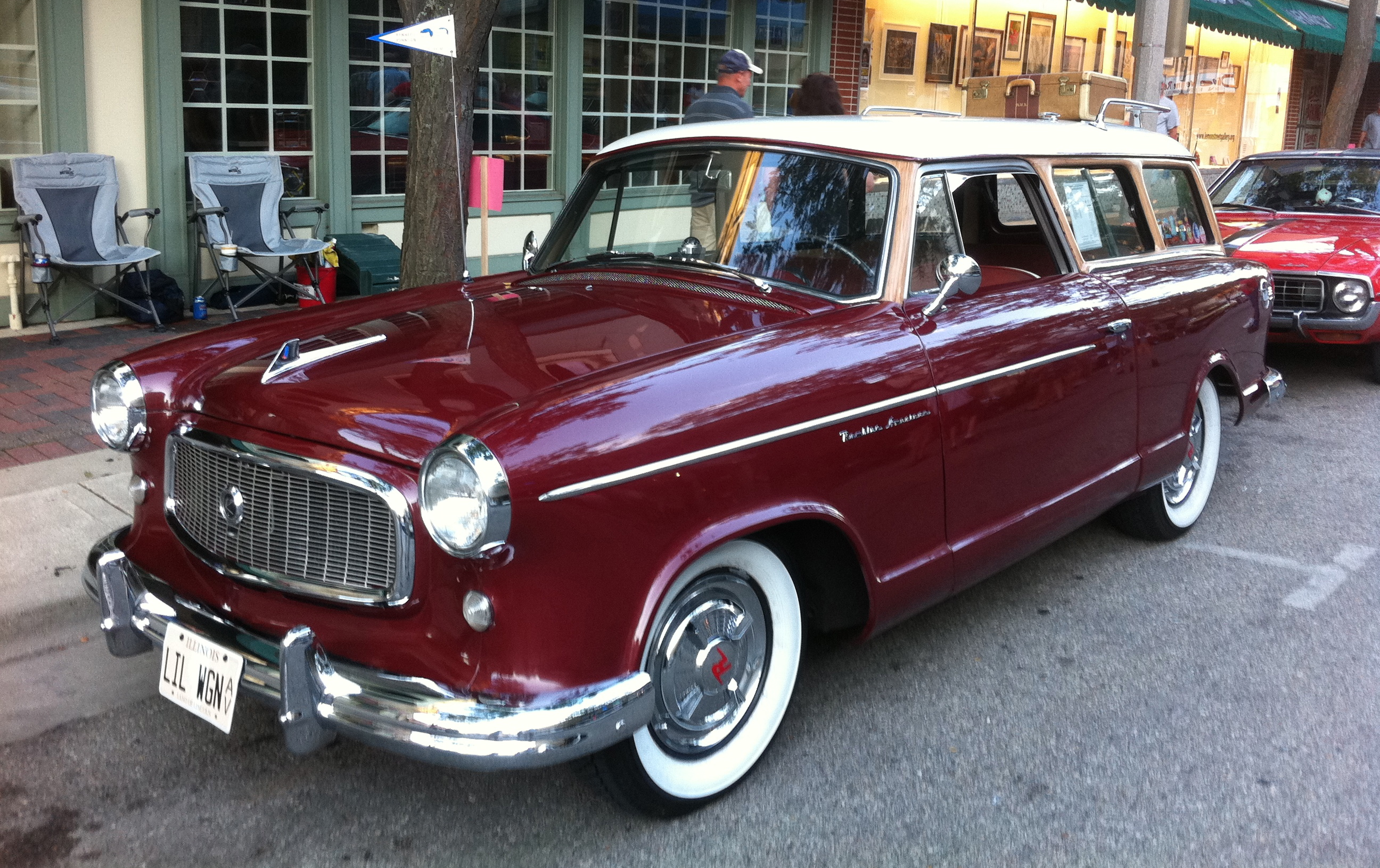
Rambler American stationwagen (1960)
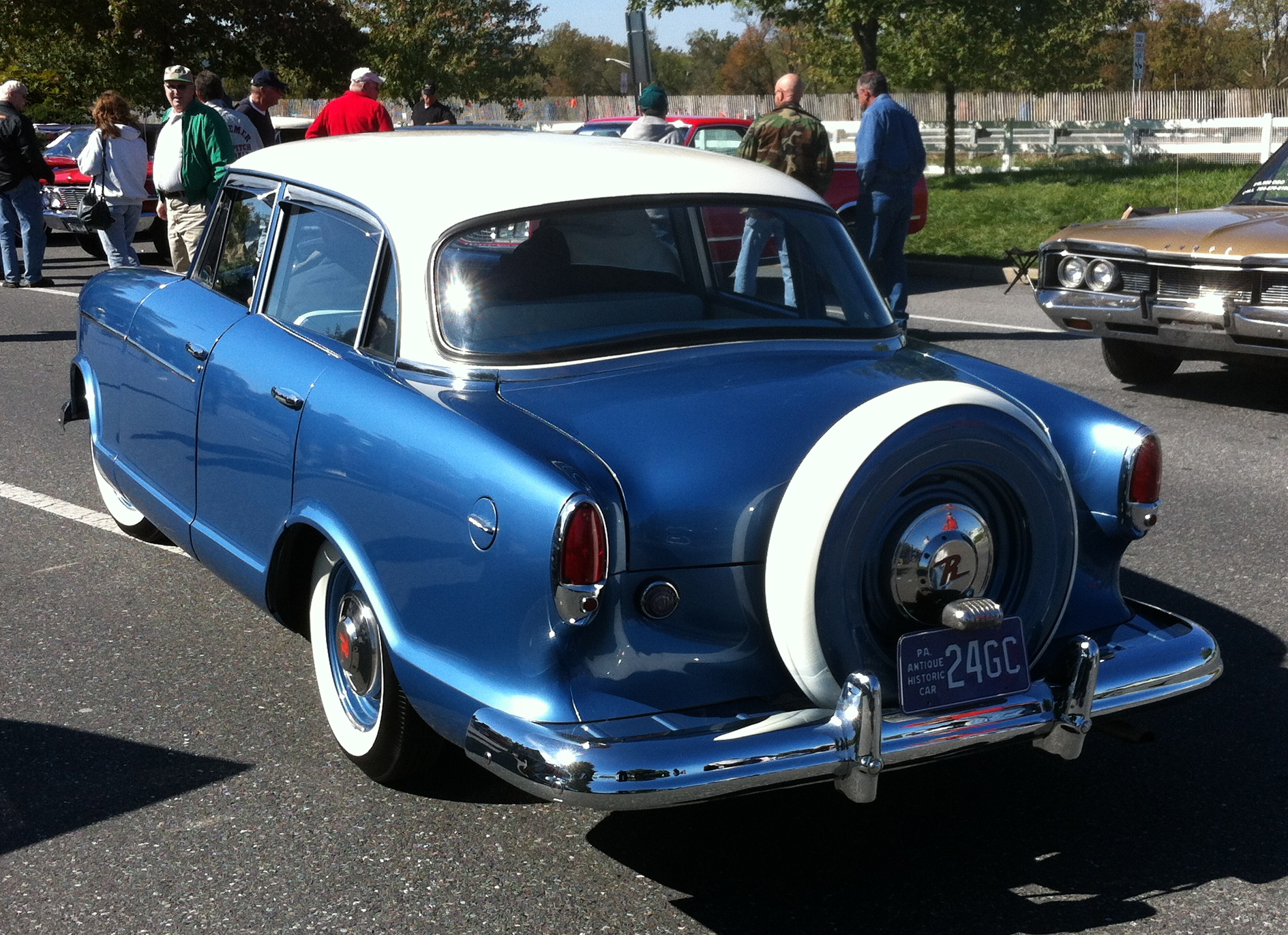
Rambler American vierdeurs sedan (1960) met het optionele "continental" reservewiel

## Tweede generatie (1961–1963)
Voor de tweede generatie Rambler American werd de carrosserie volledig hertekend: de vorm was meer hoekig in vergelijking met de rondere vormen van de eerste generatie, waardoor de gelijkenis met de oorspronkelijke Nash Rambler volledig verdween. Hoewel de tweede generatie mechanisch identiek was aan de eerste generatie, resulteerde de restyling in een auto die qua buitenafmetingen smaller en korter was, maar toch een groter laadvermogen had. Ook werden er een vierdeurs stationwagen en een tweedeurs cabriolet met een elektrisch bedienbare kap aan het assortiment toegevoegd. De kopklepmotor werd gemoderniseerd, maar de basismodellen gebruikten nog steeds de zijklepmotor.
In 1963 werd een tweedeurs hardtop (geen B-stijl) toegevoegd, waarvan het stalen dak ontworpen was om op een gesloten carbrioletkap te lijken. Dit ontwerp werd slechts één jaar aangeboden. Een speciaal topmodel, de 440-H, was uitgerust met sportieve kenmerken, waaronder individueel verstelbare kuipstoelen vooraan, een middenconsole en een krachtigere 3,2-liter zes-in-lijnmotor van 103 kW (138 pk).

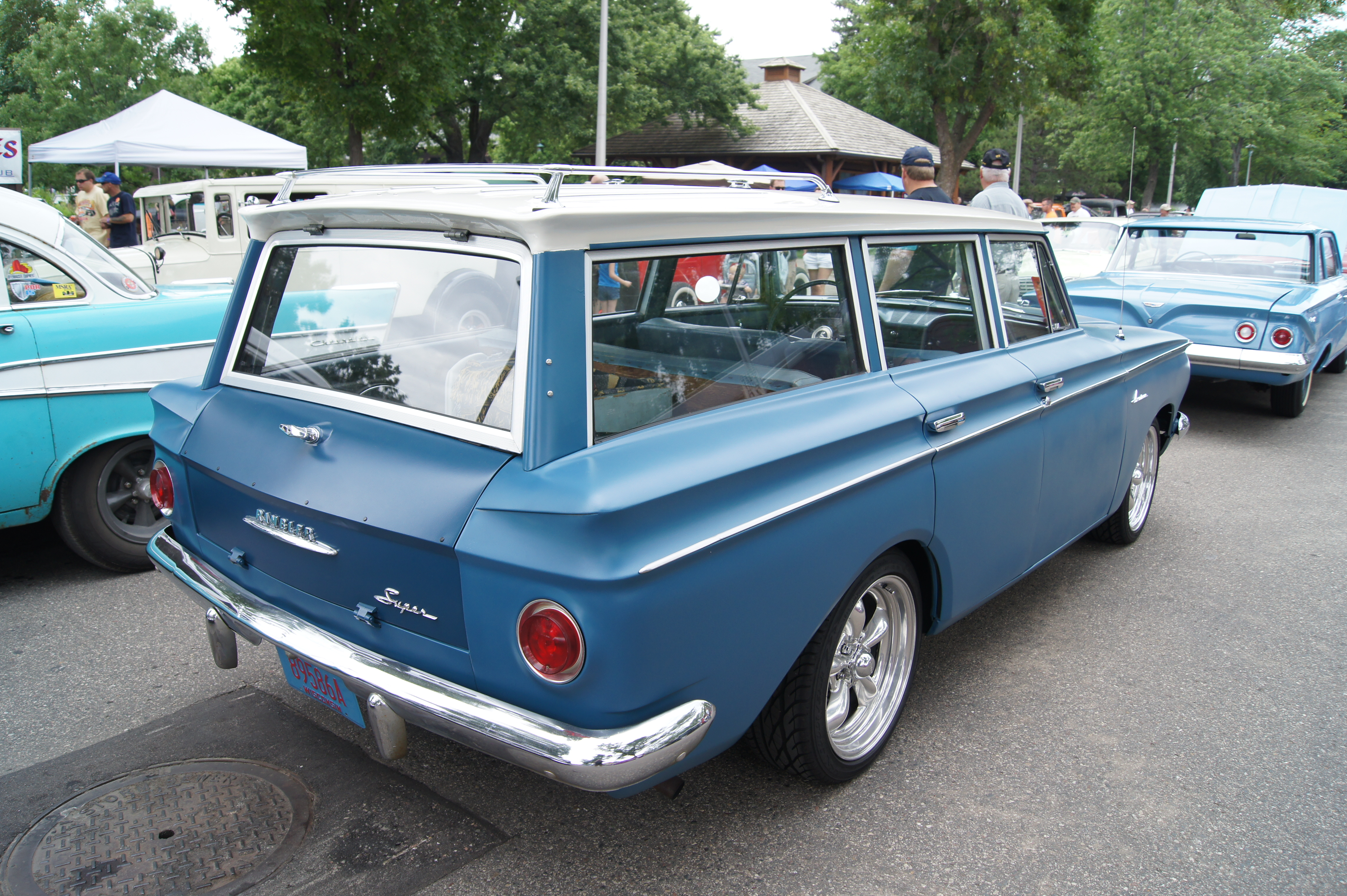
Rambler American vierdeurs stationwagen (1961)
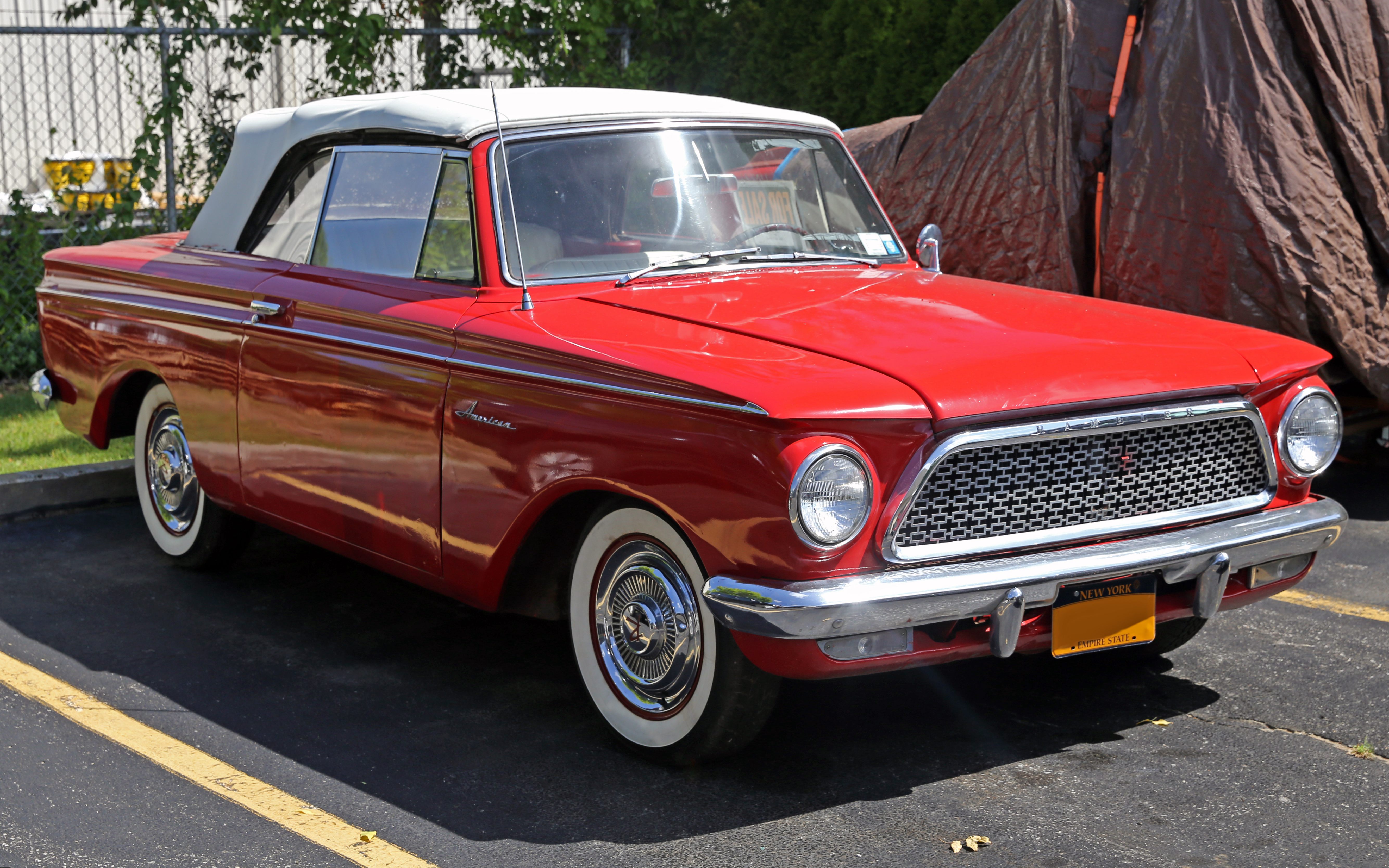
Rambler American cabriolet (1961)
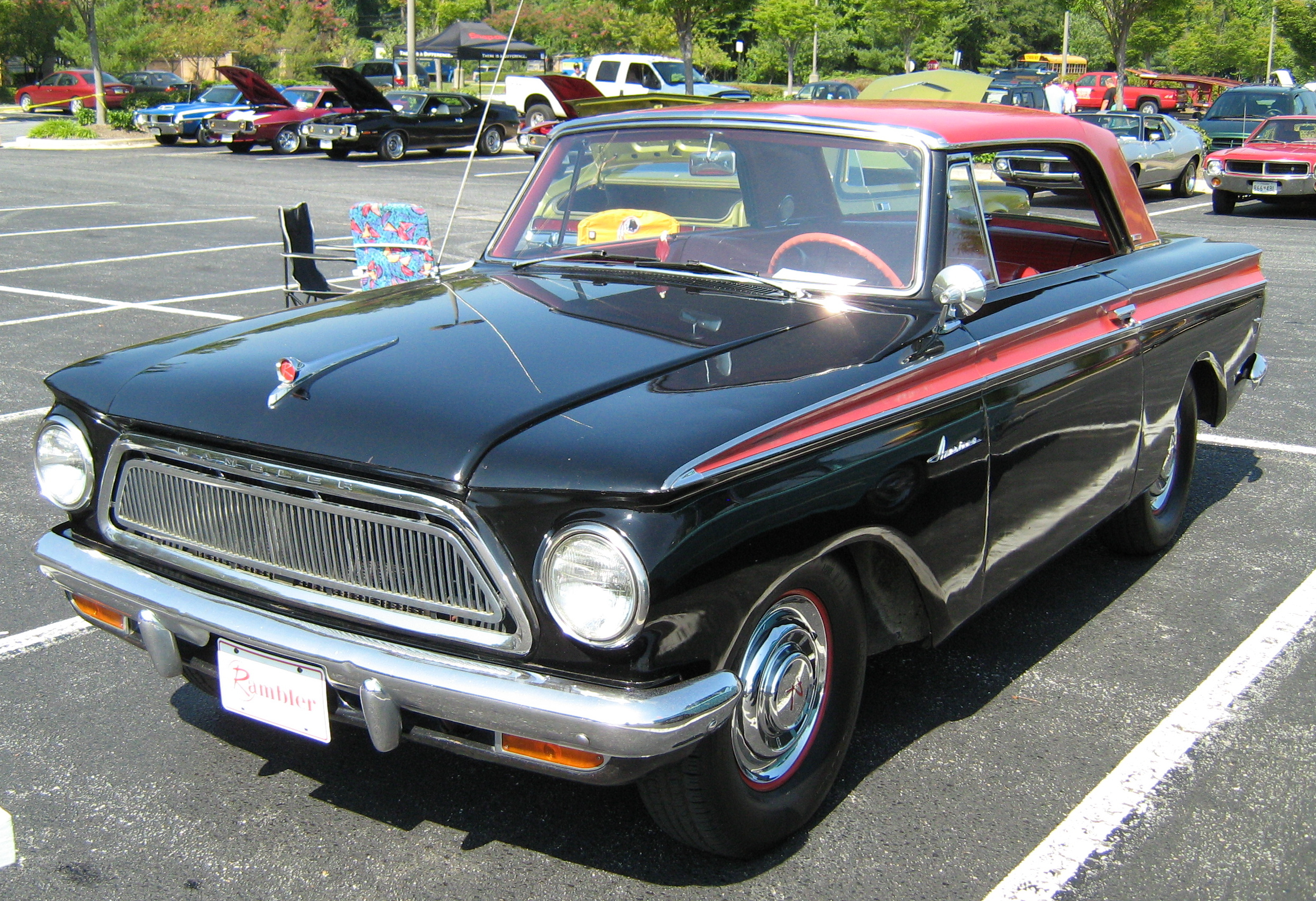
Rambler American 440-H tweedeurs hardtop (1963)

## Derde generatie (1964–1969)
De derde generaie Rambler American kreeg een volledig nieuw ontwerp met nette en strakke lijnen, waaronder diepliggende koplampen met daartussen een eenvoudig horizontaal radiatorrooster. De wielbasis nam toe en het interieur werd ruimer. De stationwagens werden geleverd met vier deuren en kregen 17% meer laadruimte vergeleken met het vorige ontwerp. Ze waren allemaal voorzien van een nieuwe, neerklapbare, verdwijnende achterruit voor de naar beneden scharnierende achterklep. De vernieuwde vering zorgde ervoor dat de nieuwe American ongewoon soepel reed, beter dan veel grotere auto's. De nieuwe modellen bevatten ook verschillende onderdelen en componenten die uitwisselbaar waren met de grotere auto's van AMC.
De zescilinder zijklepmotor, beschikbaar met 67 kW (90 pk) of 93 kW (125 pk), werd voor het laatst gebruikt in 1965. Het was de laatste zijklepmotor in een Amerikaanse auto. In datzelfde jaar werd een geheel nieuwe 3,8-liter zescilinder kopklepmotor geïntroduceerd met een vermogen van 116 kW (155 pk) in combinatie met een automatische transmissie. AMC gebruikte deze zes-in-lijnmotor tot en met 1979, terwijl een kleinere versie van 3,3 liter gebruikt werd tussen 1966 en 1970. Dezelfde motor was van 1971 tot 1989 verkrijgbaar in een grotere versie van 4,2 liter. In 1987 kwam er een 4,0-liter versie met brandstofinjectie, die door Chrysler na de overname van AMC nog tot en met 2006 zou gebruikt worden.
In 1966 kreeg de Rambler American een facelift, met een meer vierkante styling voor- en achteraan. De voorkant van de auto werd 76 mm verlengd om een optionele airconditioning te kunnen installeren samen met de nieuwe 3,3- en 3,8-liter motoren. Het topmodel, dat voortaan de naam Rogue kreeg, werd aangedreven door een volledig nieuwe 4,8-liter "Typhoon" V8-motor met 149 kW (200 pk) of 168 kW (225 pk).
De cabriolet werd voor het laatst aangeboden in 1967 met het Rogue-uitrustingsniveau. In 1967 kregen de auto's ook een nieuw dashboard en werden er een aantal wettelijk verplichte veiligheidsvoorzieningen toegevoegd, waaronder heupgordels voor alle zitposities, een inklapbare stuurkolom, waarschuwingsknipperlichten en vergrendelbare rugleuningen voor de tweedeursmodellen.
American Motors kondigde ook aan dat het afzag van de jaarlijkse kleine carrosseriewijzigingen die destijds van Amerikaanse auto's verwacht werden, waardoor extra kosten vermeden werden en de besparingen aan de consumenten doorgegeven konden worden door de prijs van de auto laag te houden. Tussen 1966 en 1969 bleef de carrosserie van de Ramble American vrijwel ongewijzigd.
In 1969, het laatste productiejaar, werd de naam "American" geschrapt en werden de auto's als AMC Rambler aangeboden. De bijkomende veiligheidsuitrusting bestond uit schoudergordels en hoofdsteunen voorin en parkeerlichten vooraan die tezamen met de koplampen bleven branden.

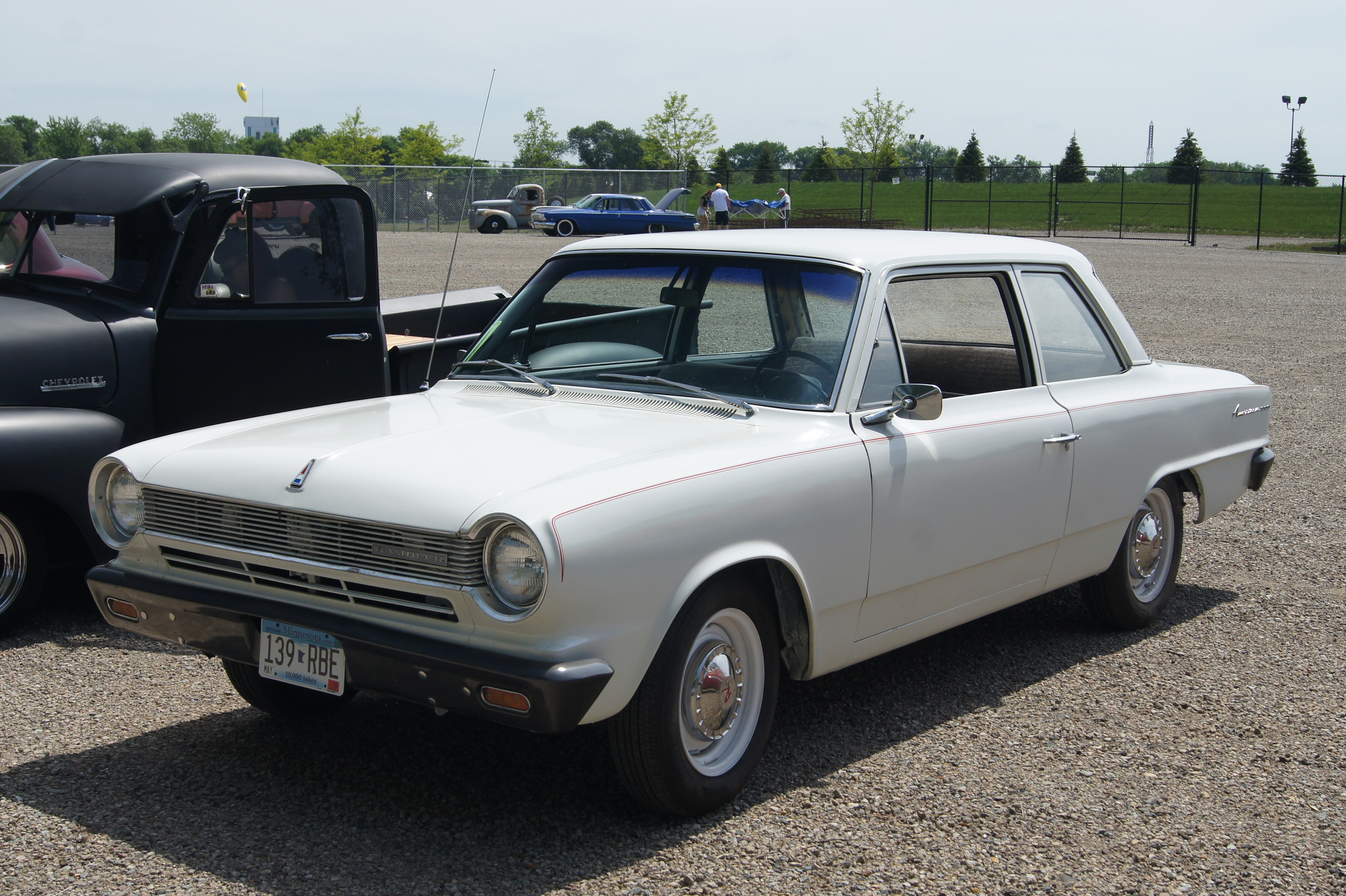
Rambler American tweedeurs sedan (1964)
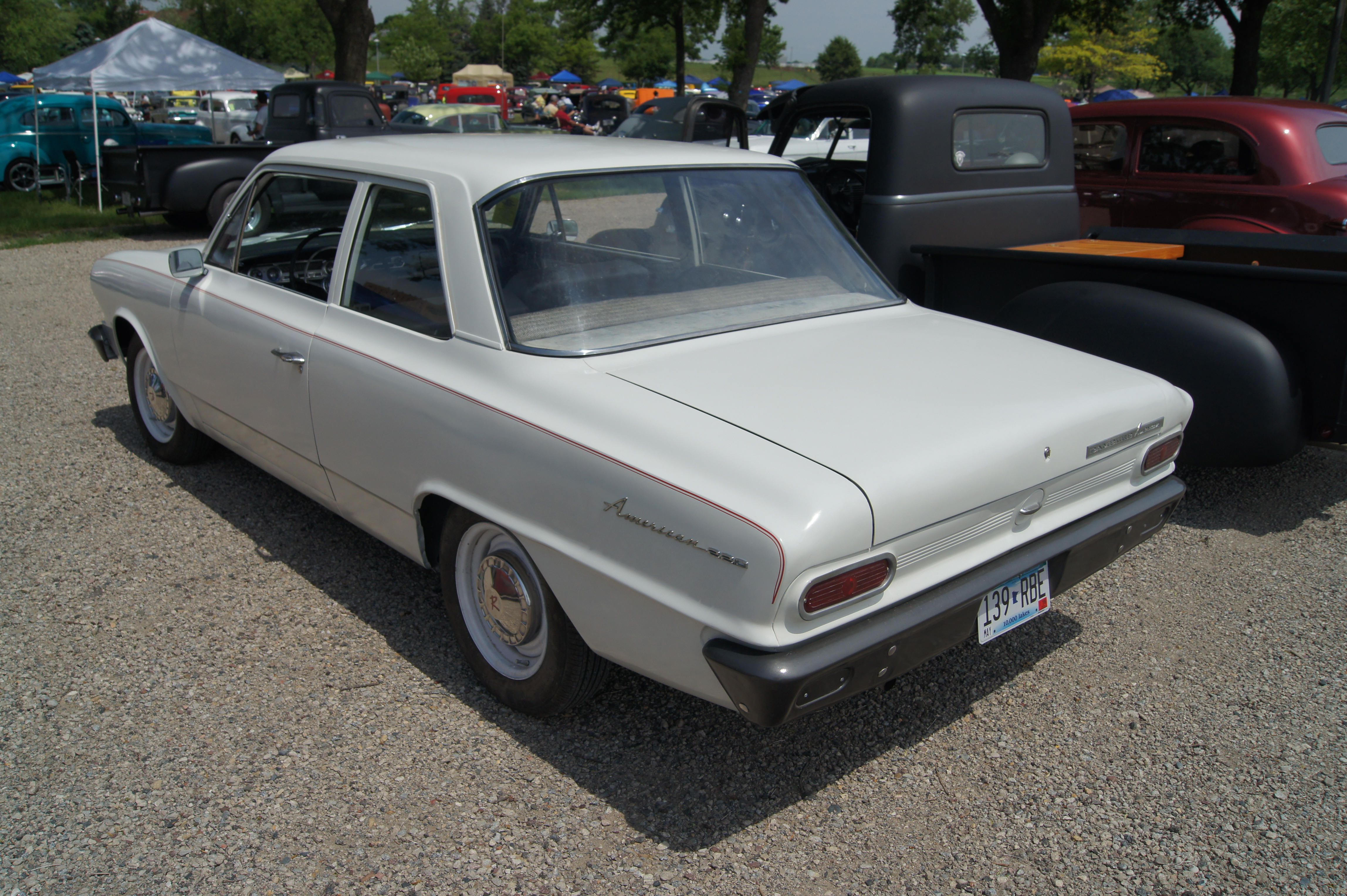
Rambler American tweedeurs sedan (1964), achteraanzicht
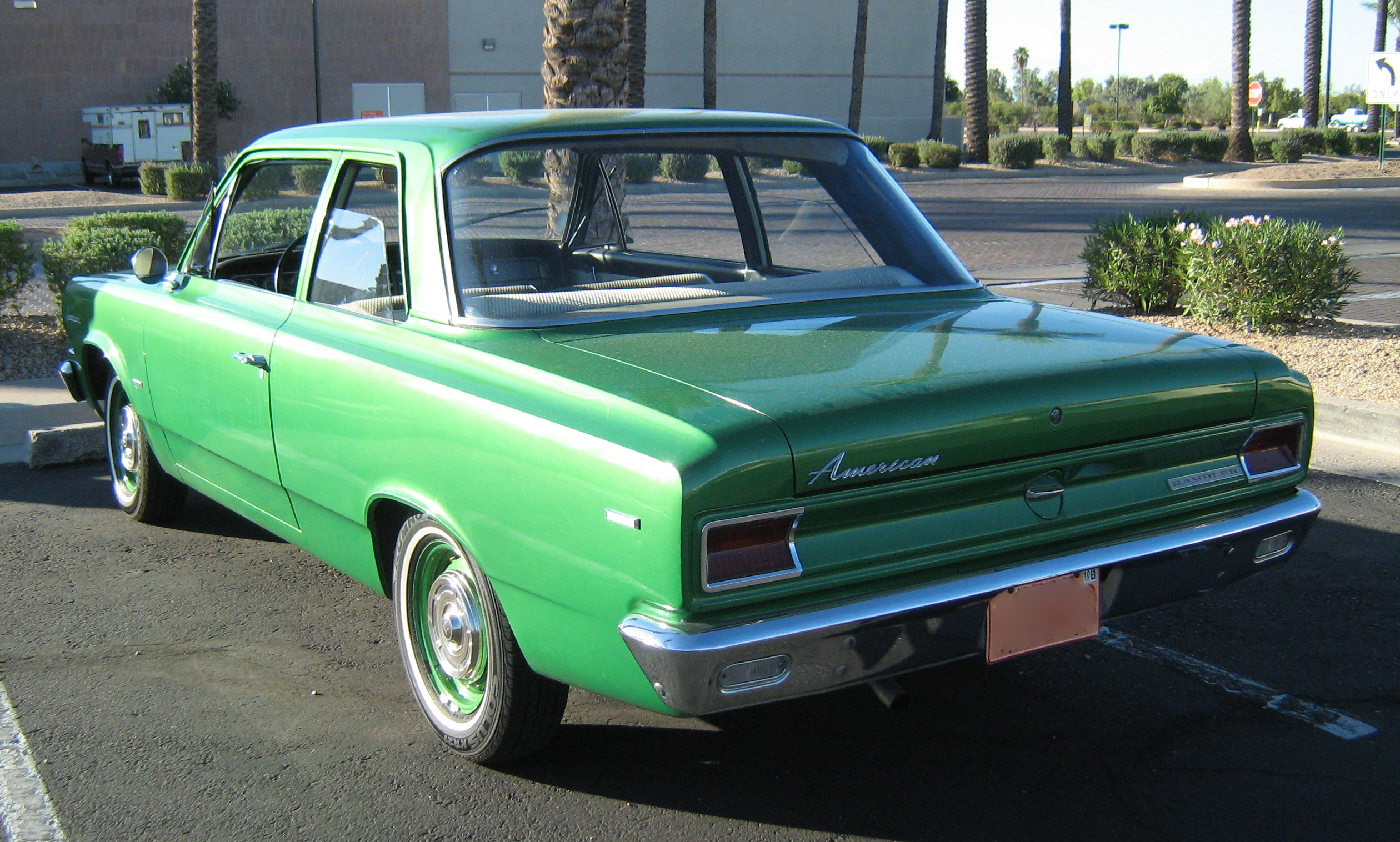
Rambler American tweedeurs sedan (1967), achteraanzicht
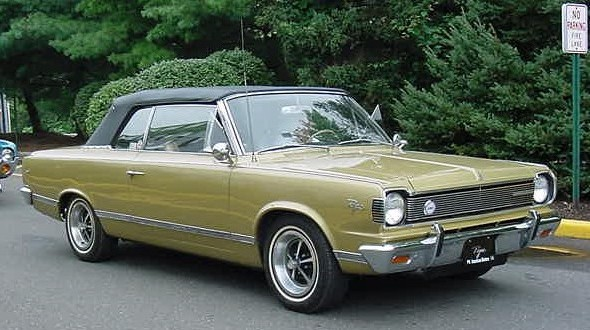
Rambler American Rogue cabriolet (1967)
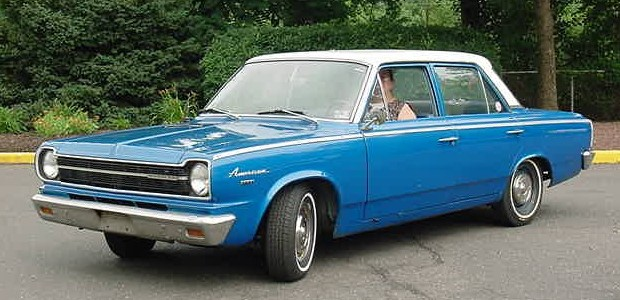
Rambler American vierdeurs sedan (1968)
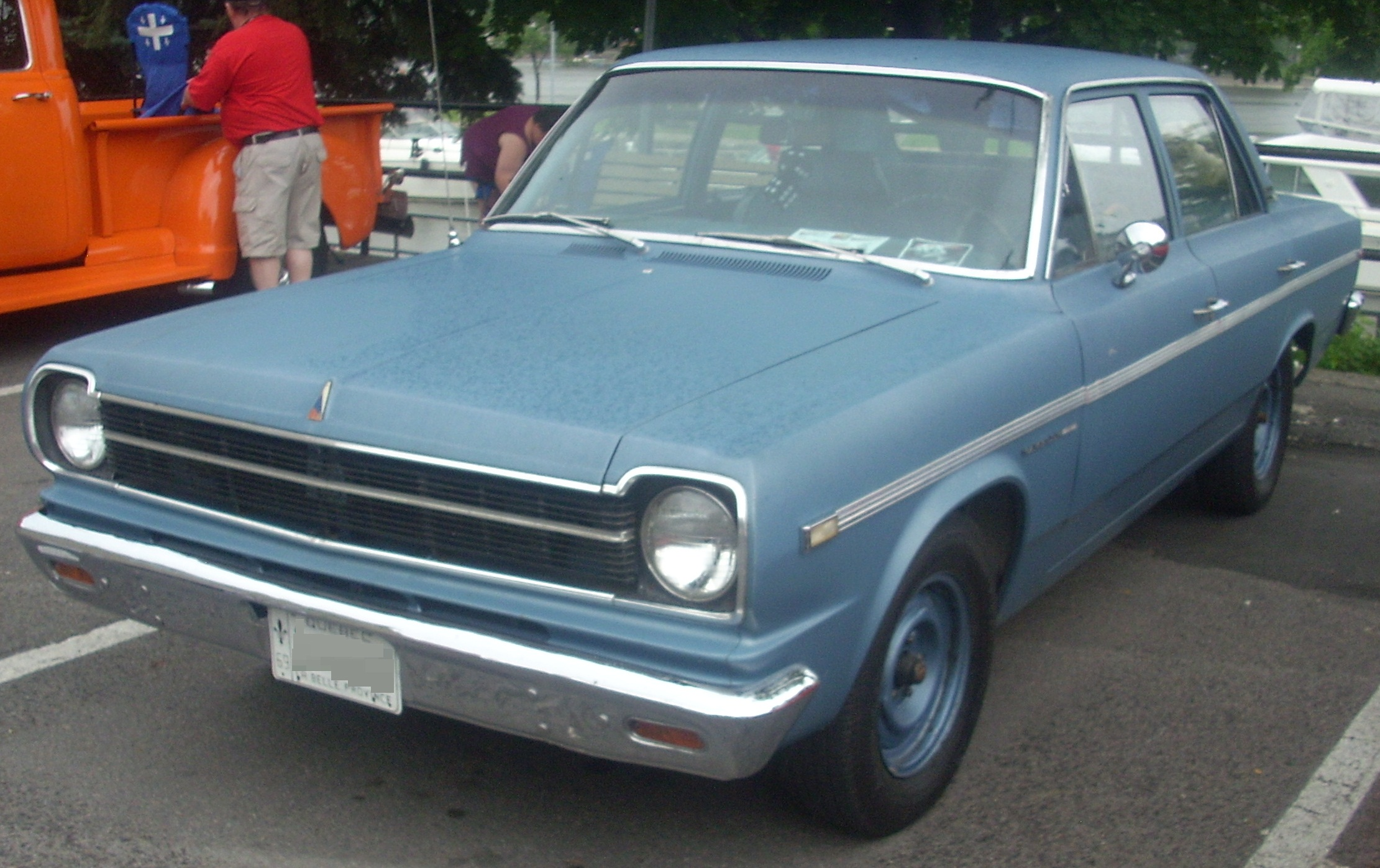
AMC Rambler vierdeurs sedan (1969)

Om de nakende stopzetting van de naam Rambler te eren bracht AMC de SC/Ramber uit. Dit was een spartaanse muscle car op basis van de Rogue met een 235 kW (315 pk) 6,4-liter V8-motor, gekoppeld aan een manuele versnellingsbak met vier versnellingen. De SC/Rambler werd geleverd met schijfremmen vooraan, een versterkte aandrijflijn en een verstevigde carrosserie.

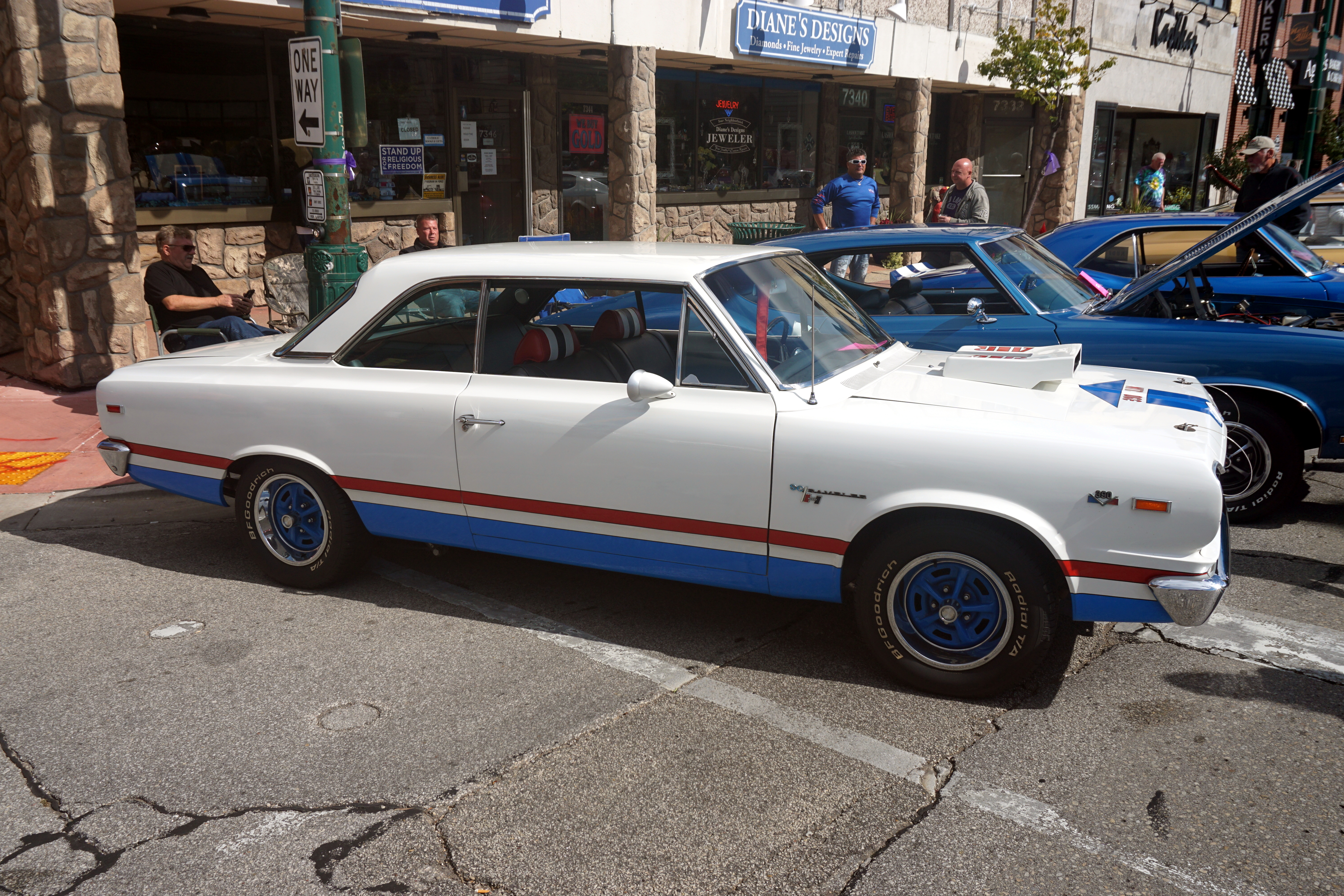
SC/Rambler (1969)
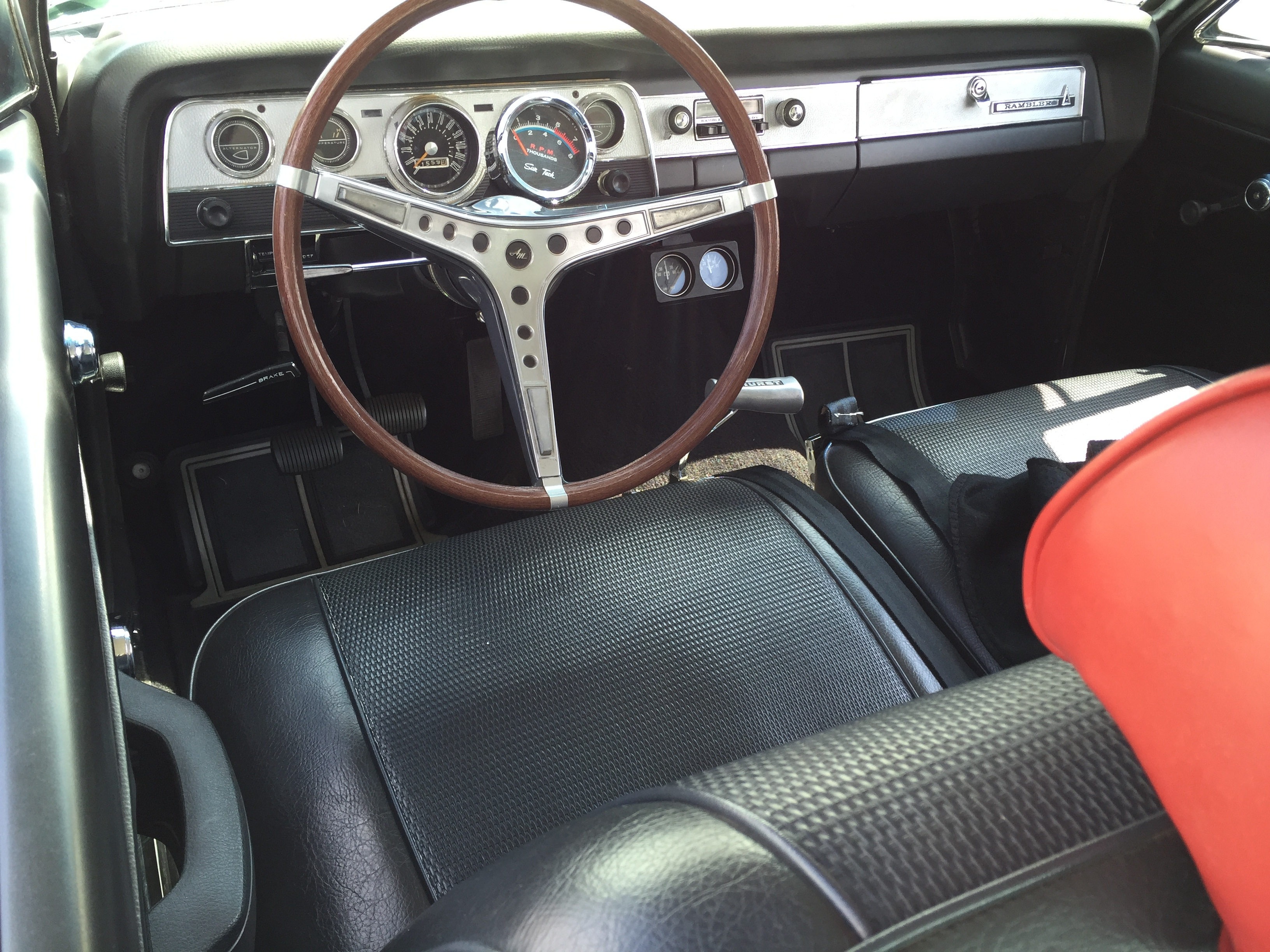
SC/Rambler (1969), interieur